# Henry Salt (egittologo)
Henry Salt (Lichfield, 14 giugno 1780 – Dasuq, 30 ottobre 1827) è stato un diplomatico, artista, viaggiatore, antiquario ed egittologo britannico.

## Biografia
Henry Salt, figlio di un medico, manifestò precocemente la sua predisposizione alle arti figurative e studiò pittura dapprima a Lichfield, sua città natale, e poi a Londra, sotto la guida di Joseph Farington e John Hoppner, due ritrattisti. Nel 1802 fu assunto in qualità di segretario e disegnatore da George Annesley, Visconte Valentia, il quale stava progettando un viaggio in Africa e in Oriente. Nel corso del viaggio, nel 1805, Salt esplorò la zona del Mar Rosso e visitò gli altopiani etiopici. Tornò in Inghilterra nel 1806. I disegni eseguiti da Salt durante il viaggio furono utilizzati nell'opera Lord Valentia's Voyages and Travels to India, pubblicati nel 1809.
Salt ritornò in Etiopia nel 1809 con una missione del governo britannico per esplorare la possibilità di accordi commerciali e diplomatici con il signore della guerra tigrino Ras Wolde Selassié. Al suo ritorno pubblicò A voyage to Abyssinia, and travels into the interior of that country, executed under the orders of the British government in the years 1809 & 1810 (Un viaggio in Abissinia, e viaggi verso l'interno di quel paese, eseguiti secondo gli ordini del governo britannico negli anni 1809 e 1810) e una raccolta di disegni intitolata Twenty-four Views Taken in St Helena, The Cape, India, Ceylon, Abyssinia and Egypt (Ventiquattro paesaggi ritratti a St Helena, al Capo, India, Ceylon, l'Abissinia e l'Egitto). Ritornò in Africa anche in periodi successivi e coltivò l'amicizia con il signore della guerra etiope Sabagadis.
Nel 1815 Salt venne nominato console generale britannico al Cairo. Durante la sua permanenza in Egitto raccolse una vasta collezione di manufatti egizi, in particolare la testa di Ramesse II, dal Ramesseum, che offrì al British Museum, e il sarcofago di Ramesse III, che fu acquistato dal Louvre di Parigi . Finanziò inoltre gli scavi di Tebe e Abu Simbel, eseguendo egli stesso importanti ricerche archeologiche presso le Piramidi di Giza e la Sfinge, e fu elogiato da Jean-François Champollion per la sua abilità nel decifrare i geroglifici.
Si dedicò al compito di costituire una raccolta di antichità, nonostante la concorrenza da Bernardino Drovetti il quale, dopo aver lasciare il suo incarico ufficiale, aveva l'opportunità di dirigere personalmente la ricerca di antichità in tutto il paese. Drovetti era avvantaggiato dalla conoscenza approfondita dell'Egitto, paese nel quale risiedeva da molti anni, e dalla stretta amicizia con il Pascià d'Egitto, Mehmet Ali. Salt fece ricorso agli stessi metodi del rivale, e si circondò di agenti che non si fermavano davanti a nulla; in particolare, ebbe la fortuna di incontrare sia Giovanni Battista Belzoni, che divenne il suo agente principale, che Giovanni D'Athanasi, un greco conosciuto come Yanni che lavorò per lui a Tebe dal 1817 al 1827. Grazie ai suoi assistenti, Salt fu in grado di costruire in soli due anni un'importante collezione che fu venduta al British Museum nel 1818 per la somma di 2000 sterline. Seguì un'altra e più importante raccolta, accumulata tra il 1819 e il 1824, composta da almeno 4014 oggetti. Dopo essere stata rifiutata dal British Museum, perché ritenuta troppo costosa, questa seconda collezione fu acquistata da Carlo X di Francia per diecimila sterline e conservata al Louvre di Parigi. Salt riuscì anche a riunire una terza collezione, contenente 1083 oggetti, la quale fu venduta all'asta nel 1835, otto anni dopo la sua morte, avvenuta in Dasuq nei pressi di Alessandria d'Egitto, finì in gran parte al British Museum.